# Enrique y Ana
Enrique y Ana fue un dúo musical español creado en 1977 y que estuvo activo hasta 1983, formado por una niña de ocho años, Ana Anguita, y un veinteañero, Enrique del Pozo. Publicaron varios discos e hicieron una película, Las aventuras de Enrique y Ana dirigida por Tito Fernández.

## Creación del dúo musical
Se hicieron muy populares con canciones como "Alibombo", "La gallina co-co-uá", "Charleston (Mamá, cómprame unas botas)", "La yenka", "En un bosque de la China", "Garabatos", "El superdisco chino", "Abuelito", "Baila con el hula-hoop", "La canción del panda" y "Mi amigo Félix", entre otras. Su presencia en televisión fue constante, apareciendo en todos los programas infantiles y musicales de éxito españoles de la época, tales como Aplauso, 300 millones, Un, dos, tres... responda otra vez, La cometa blanca y Sabadabadá. Actuaron como invitados en el I Festival de la Canción Infantil Iberoamericana, celebrado en 1979.
El dúo surgió tras la experiencia artística inicial de Enrique del Pozo. A los 18 años ya había actuado en dos importantes obras de teatro de la época,  “La Cocina" de Arnold Wesker (1973)  y "Equus" de Peter Shaffer (1975). Su amistad con Miguel Bosé cambió su rumbo desde la actuación a la música. Este le convenció para que probara suerte en el mundo musical de la mano de Gino Landi, quien era entonces el productor de Raffaella Carrá. En 1977 grabaría ““Muy pronto hay que triunfar” (Hispavox, 1977) en el que se necesitaba una niña que también supiese bailar para una de las canciones.
Se organizó entonces un pequeño casting al que asistió Ana Shivers, una actriz de teatro británica afincada en España, quien presentó a su hija, Ana Anguita Shivers y los directivos de la discográfica quedaron encantados. Cantó junto a Enrique “Furia” y en la presentación del disco en televisión también bailó con otras niñas. La discográfica vio un potencial en ella como artista infantil y grabó en solitario un sencillo “La gallina Co-Co-Ua-Ua”  (1978) pero los directivos vieron que entre Ana y Enrique había química y que por separado no tenían muchas posibilidades. Decidieron entonces apostar por el dúo y grabaron su primer LP “El Disco para los pequeños” (Hispavox 1978). Para entonces Enrique tenía 20 años y Ana 9.
Tras aparecer en varios programas televisivos la pareja empieza a destacar. Los directivos de la discográfica deciden encargar nuevas canciones a compositores consagrados como José Luis Perales, Manuel Alejandro, el Dúo Dinámico o Juan Pardo, además de los compuestos por el propio Enrique del Pozo. Publican así “Canta con Enrique y Ana” en 1979 que supuso un gran éxito, que también se trasladó al mercado iberoamericano con la venta de millones de LP y casetes. En aquel año fueron los artistas españoles que más discos vendieron en América después de Julio Iglesias.
El siguiente LP “Multiplica con Enrique y Ana” (Hispavox, 1980) destaca por tener letras de la poeta Gloria Fuertes y uno de sus temas más populares, “Amigo Félix”, dedicado al naturalista Félíx Rodríguez de la Fuente, que había fallecido en un accidente de avioneta durante uno de sus viajes de investigación. Luego se meterían en el cine con películas musicales con “Las aventuras de Enrique y Ana” (Tito Rodríguez 1981).
Tras numerosos éxitos y habiendo logrado el rodaje de una película; en las Navidades de 1983 y en la serie de actuaciones que dieron en el Circo Mundial en la Plaza de toros de las Ventas, anunciaron su disolución. Ana tenía catorce años y Enrique 26.
El dúo se separó en 1983 y si bien Ana se retiró completamente de la música y estudió Ingeniería Informática, permaneciendo en el más estricto anonimato, no fue así por parte de su compañero Enrique del Pozo que intentó, sin demasiado éxito, seguir adelante como solista. También hizo teatro y cine y colaboró en programas magazine de televisión como Crónicas Marcianas, La sonrisa del pelícano o Esta noche cruzamos el Mississippi. En 2000 se publicó el recopilatorio infantil Enrique y amigos.
Fue todo un éxito en casi toda Hispanoamérica.
En Venezuela el éxito fue tan enorme qué rebasó las ventas de sus discos más que en toda Hispanoamérica.
En 2003, Ana Anguita presentó un disco infantil para una asociación española contra el maltrato infantil.

## Discografía
Sacaron 7 álbumes:
- Muy pronto hay que triunfar (1977). Este disco se realizó pensando en Enrique como solista, Ana solo participó en "Furia".

1. Muy pronto hay que triunfar
2. Esto es Amor
3. Furia
4. Silbando al trabajar Heigh-ho
5. Chim chim chery
6. Super-cali-fragil-istico-espi-ali-doso
7. Rin tin tin
8. La canción de los Wombles
9. La tortuga
10. Rocky chaparro
11. Tu, tu, tu

- El disco para los pequeños con Enrique y Ana (1978).

1. Las canciones de los peques
2. Orzowei
3. El tren se va
4. Bailas tu
5. Muy bien Tomás
6. ¿Te imaginas?
7. La gallina co-co-ua
8. El trenecito
9. Charlestón
10. La muñeca fea
11. Queda un gato negro
12. Cállate niña
13. La canción de rompetechos
14. El Rey gordinflón

- Canta con Enrique y Ana (1979).

1. Baila con el Hula-Hop
2. Don Nicanor
3. Alibombo
4. La Yenka
5. En un bosque de la China
6. Garabatos
7. Yo conocí
8. Mis amigos los marcianos
9. Cuchichi con Topo gigio
10. Popeye
11. Madre
12. Los cinco

- Multiplica con Enrique y Ana (1980).

1. TABLA DEL N.º 1
2. TABLA DEL N.º 2
3. TABLA DEL N.º 3
4. TABLA DEL N.º 4
5. TABLA DEL N.º 5
6. TABLA DEL N.º 6
7. TABLA DEL N.º 7
8. TABLA DEL N.º 8
9. TABLA DEL N.º 9
10. TABLA DEL N.º 10
11. Cantar y jugar
12. Mi amigo Félix

- Las aventuras de Enrique y Ana (1981). Banda sonora original de la película .

1. Las aventuras de Enrique y Ana
2. Baile olímpico
3. Coconuts
4. La gallina co-co-ua
5. Super disco chino
6. Mi amigo Félix
7. Haz ruido
8. Abuelito
9. Superdivertidas
10. Caca cucu pepe pipí (Los Punkitos)
11. El Barón Von Nekruch

- Enrique y Ana: Para nuestros amigos (1982).

1. La canción del panda
2. Superfantástico
3. Capitán de madera
4. Tu y yo
5. A mi me parece
6. Viva la gente
7. Vístete a la moda
8. La cigarra
9. Si quieres ser campeón
10. La moto
11. Bravo por la música
12. La canción de los planetas

- Enrique y Ana: Grandes y pequeños (1983).

1. Se enamora
2. Fuego en Gatilandia
3. El retorno del Jedi
4. Canción de despedida
5. Dime, dime, dime
6. El Continental
7. Si quieres tu
8. Canta Supervillancicos
9. El tomate y la lechuga
10. Manolita Gómez

También existen dos temas que solo aparecieron en discos sencillos, no incluidos en sus álbumes:
- "La canción de los planetas" (1982).
- "¿Dónde estás, E.T.?" (1982).